# لويسا كارنيس
لويسا جينوفيفا كارنيس كاباييرو (والمعروفة أيضًا باسمها المستعار كلاريتا مونتيس وناتاليا فايي) كانت كاتبة وصحفية إسبانية، وُلدت في مدريد في 3 يناير 1905، وتوفيت في مدينة مكسيكو في 12 مارس 1964. كانت مناضلة شيوعية ونُفيت إلى المكسيك بعد انتهاء الحرب الأهلية الإسبانية.

## السيرة الذاتية
وُلدت لويسا في عائلة متواضعة في مدريد. كان والدها، لويس كارنيس، حلاقًا وممارسًا للطب، بينما كانت والدتها، روساريو كاباييرو، خياطة، لكنها تركت العمل لترعى أطفالها الستة، وكانت لويزا هي الأكبر بينهم. تركت لويزا المدرسة في سن الحادية عشرة وبدأت العمل كمتدربة في ورشة خياطة القبعات التي تملكها عمتها، بترا كاباييرو أباريسيو. لاحقًا، انتقلت للعمل في مخبز. كما ذكرت في مقابلة أجريت معها عام 1930:
"في الحادية عشرة من عمري، تعلمت حرفة. ربما في ذلك الوقت، بدأت تساورني الأسئلة التي لم أجد لها إجابة حتى الآن. لماذا تكره النساء بعضهن البعض بهذا الشكل الرهيب؟"
في نفس المقابلة، اعترفت بأنها بدأت الكتابة لأول مرة في عام 1923، عندما كتبت قصة قصيرة. ولأنها لم تكن قادرة على شراء الكتب، كانت تقرأ الروايات الرخيصة والمسلسلات المنشورة في الصحف، مما ساعدها على تطوير معرفتها الأدبية بشكل ذاتي، حيث تعرفت على أعمال سرفانتس ودوستويفسكي وتولستوي.
بدأت لويسا العمل كاتبة على الآلة الكاتبة وهاتفية في دار النشرالأيبيرية الأمريكية عام 1928، حيث التقت بزوجها الأول، الرسام رامون بويرول رومان (1907-1981)، وأنجبت منه ابنها رامون. بعد إفلاس دار النشر، انتقلت إلى الجزيرة الخضراء، لكنها عادت لاحقًا إلى مدريد، حيث عملت كنادلة في صالون شاي، وهو العمل الذي ألهمها لكتابة روايتها الأكثر شهرة، "غرف الشاي. النساء العاملات".
كانت لويزا مناضلة في الحزب الشيوعي الإسباني ودعمت كلارا كامبوامور في نضالها من أجل حق المرأة في التصويت. خلال الحرب الأهلية الإسبانية، كتبت مقالات ومسرحيات تدافع عن القضية الجمهورية، وعملت مع رافائيل ألبيرتي في المسرح. بعد انتهاء الحرب، نُفيت إلى فرنسا، ومن هناك انتقلت إلى المكسيك بمساعدة الرئيس المكسيكي لازارو كارديناس، حيث استقرت حتى وفاتها في حادث سيارة عام 1964.

## أعمالها الأدبية
تركَت لويسا إرثًا أدبيًا غنيًا يتضمن عشر روايات، وستين قصة قصيرة، وثلاثمائة عمل مسرحي، ومئات المقالات الصحفية.
أول قصة قصيرة نشرتها كانت البحر العميق في صحيفة الصوت في مدريد عام 1926. ومنذ ذلك الحين، نشرت أربع قصص قصيرة أخرى في الصحف، وهو إنجاز غير مألوف للكتاب المبتدئين.
أول عمل مطبوع لها كان حجاج الجلجثة عام 1928، وهو مجموعة من الروايات القصيرة التي تأثرت بأعمال دوستويفسكي وتولستوي، بالإضافة إلى الروايات الشعبية. أثارت هذه المجموعة إعجاب النقاد بسبب نضج أسلوبها وقوة تعبيرها.
في عام 1930، نشرت روايتها الثانية ناتاشا، التي تدور أحداثها في ورشة نسيج عملت فيها لفترة. نالت الرواية استحسان النقاد لوصفها الناضج للواقع الاجتماعي.
في عام 1934، نشرت روايتها الأكثر شهرة،"غرف الشاي. النساء العاملات"، التي تصور حياة النساء العاملات في صالونات الشاي في مدريد. أعيد نشر الرواية عام 2016.
خلال الحرب الأهلية، كتبت مسرحية "وهكذا بدأت..." التي عُرضت في مسرح لارا في مدريد عام 1936، وحظيت بتعليقات إيجابية لجرأتها وموضوعها المثير للاهتمام.
بعد نفيتها إلى المكسيك، كتبت "من برشلونة إلى بريتاني"، التي صدرت عام 2014، وتصف فيها رحلتها من إسبانيا إلى المنفى.
كما كتبت رواية "الحلقة المفقودة"، التي تصف الصراع بين جيل المنفيين البالغين وأبنائهم الذين لم يعرفوا الوطن الذي فقدوه، ويبحثون عن مكانهم في الأرض التي استقبلتهم.
أيضًا، كتبت عملين مسرحيين آخرين نُشرا في المكسيك، لكن لم يُعرف إذا ما تم عرضهما على المسرح:"عيد ميلاد" (1966) و"بائعو الخوف" (1966).
في عام 2017، نشرت دار النشر صفيحة القصدير مجموعة من قصصها القصيرة تحت عنوان "ثلاثة عشر قصة (1931-1963)".
وفي العام التالي، نشرت دار الحافز الفضي قصصها القصيرة الكاملة. وفي عام 2019، نشرت نفس الدار روايتها الثانية ""ناتاشا" (1930).
في عام 2022، تم تحويل رواية "غرف الشاي النساء العاملات"إلى عمل مسرحي من إخراج لايلا ريبول.

## عملها الصحفي
كانت لويسا صحفية نشطة خلال الجمهورية الإسبانية، لكن حياتها المهنية في الصحافة توقفت بسبب الحرب الأهلية. خلال فترة الجمهورية، كانت جزءًا من مجموعة الصحفيين الذين برزوا في الصحافة المدريدية. مارست لويزا صحافة الغوص في تفاصيل الواقع، مع التركيز على الجانب الإنساني، ونقلت في كتاباتها الردود على القضايا التي كانت تشغل الناس.
ظهرت أعمالها الصحفية الأولى في "الأمواج" (1929) و"الصوت" (1930) و"العالم الجديد" (1933). ثم تعززت مكانتها في المنشورات المصورة التابعة لمجموعة مونتييل. برزت أعمالها خلال ثلاث سنوات في المجلة الأسبوعية "ختم"، حيث كتبت تقارير مثل:
 "امرأة تبحث عن عمل". (1934)
 "الرجل الذي يقدم الصحف لرئيس الجمهورية". (1934)
"الخياطة التي أهدت سترة لدي ألفونسو الثاني عشر". (1929)
كما أنتجت تقارير مسلسلة مثل:
"الرجال المشهورون كما يراهم من يعتنون بهم". (1934-1935)
"حياتي: مذكرات ملكة جمال إسبانيا كما جمعتها لويسا كارنيس". (1935)
انضمت لويسا إلى صحيفة "الآن" في عام 1934، حيث برزت مقالاتها مثل:
"إقامة كاملة. مذكرات خادمة". (1934)
أثناء الحرب الأهلية، كتبت مقالات مثل:
"الراهبات يناضلن من أجل الجمهورية. إحداهن تصبح شيوعية". (1936)
"الزي العمالي، زي الشرف". (1936)
"ملصقات مناهضة للفاشية". (1936)
"فن جديد للحرب في شوارع فالنسيا". (1937)
"يوم في الخنادق". (1937)
خلال هذه السنوات، تعاونت أيضًا مع صحف مثل "عالم العمل" - "متحدث الجبهة"، وكتبت تحت اسم مستعار هو "ناتاليا فايي" في صحيفة "الآن" (1938)، وهي صحيفة تابعة لشبيبة الحزب الشيوعي.

## المنفى في المكسيك
في المكسيك، بدأت لويسا العمل في الإذاعة وكرست نفسها للعمل الصحفي. كمنفية ومناضلة شيوعية ونسوية، تعاونت مع عدة منشورات مثل:
"رومانسية" (1940)
"إسبانيا الشعبية" (1942)
 "عصرنا" (1947)
"إسبانيا والسلام" (1951)
 "شباب إسبانيا" (1951)
 "النساء الإسبانيات" (1951)، وهي النشرة الرسمية لاتحاد النساء المناهضات للفاشية الإسبانيات، والتي كانت لويزا مديرة لها.
كصحفية محترفة، عملت في الصحافة المكسيكية الكبرى مثل:
"الوطني"
"الصحافة"
"أخبار"
"أخبار مصورة"
في هذه الصحف، كانت توقع مقالاتها غالبًا باسمها المستعار "كلاريتا مونتيس". حتى عام 1951، كانت تفصل بين هوياتها الأدبية والصحفية باستخدام أسماء مستعارة مختلفة، حيث كانت تعتقد أن النشاطين يجب أن يبقيا منفصلين.

## الفكر والسرد
كارنيس تعكس في شخصياتها النسائية جزءًا من سيرتها الذاتية وتجاربها الشخصية، بالإضافة إلى تطور الصراعات الوجودية التي عاشتها. كان إدراكها السياسي يدفعها نحو تبني رؤية تحررية لدعم الطبقات العاملة، حيث سعت إلى تسليط الضوء بشكل خاص على تناقضات نظام ظالم كان يقمع النساء. من خلال شخصياتها الرئيسية، تمنحهم الفرصة لتحدي الأوضاع الراهنة، عبر تصرفات تمردية واستفزازية تعكس رفضهم للواقع المفروض.

## أعمال منشورة
- «صالونات الشاي». نساء عاملات. نشرت بواسطة دار تين شيت للنشر عام 2016. تم تحويلها إلى عمل مسرحي من قبل لايلا ريبول عام 2022.
- ثلاثة عشر قصة قصيرة. نشرت بواسطة دار تين شيت للنشر عام 2017.
- روزاليا. نشرت بواسطةدار تين شيت للنشر عام 2017.
- من برشلونة إلى بريتاني الفرنسية. نشرت بواسطة دار النهضة للنشر عام 2014.
- الحلقة المفقودة. نشرت بواسطة دار النهضة للنشر عام 2017.
- أحمر ورمادي. قصص كاملة الجزء الأول، نشرت بواسطة إصدارات سيلفر سبير عام 2018.
- حيث نبت الغار. قصص كاملة الجزء الثاني، نشرت بواسطة إصدارات سيلفر سبير عام 2018.
- ناتاشا. نشرت بواسطة إصدارات سيلفر سبير عام 2019.

## التكريمات والإنجازات
- في 7 مارس 2019، تم افتتاح حديقة مخصصة للويزا كارنيس في "مدينة الشعراء" بمنطقة مونكلوا-أرافاكا في مدريد. كان الحدث بسيطًا، وحضرته عضو المجلس المحلي للمنطقة، مونتسيرات غالسيران، بالإضافة إلى بعض أفراد عائلتها. قام أحفادها بقراءة نصوص كتبت خصيصًا لهذه المناسبة.
- في عام 2021، بدأ حفيدها خوان رامون بويل مشروعًا يهدف إلى "استعادة" مدريد كما كانت في عصر كارنيس، من خلال الشهادات السيرة الذاتية التي تركتها في أعمالها الأدبية.
- في عام 2022، قامت الكاتبة المسرحية لايا ريبول بتكييف رواية «صالونات الشاي» وتحويلها إلى عمل مسرحي، تم عرضه لأول مرة في مسرح فيرنان غوميز في مدريد. وفي مايو 2023، تم تقديم المسرحية في مسرح لوبي دي فيغا في إشبيلية.

- في 31 أكتوبر 2022، خلال اليوم الأول لإحياء ذكرى ضحايا الانقلاب العسكري والحرب الأهلية والديكتاتورية، كانت كارنيس واحدة من الشخصيات التي تم تكريمها، حيث تم منحها شهادة تقديرية ضمن عشرين ضحية وعائلات ضحايا عانوا من الموت أو القمع أو النفي، تحت شعار:
```
"الذاكرة هي الديمقراطية".  
```

- في أبريل 2023، قررت التلفزيون الإسباني تصوير مسلسل بعنوان "لا موديرنا"، مستوحى من عملها «صالونات الشاي».
- في مارس 2023، تم تغيير اسم المكتبة المركزية في كوسلادا (بلدية في مدريد) إلى "لويسا كارنيس"، كتكريم لهذه الكاتبة.
- في مايو 2024، أصدرت هيئة البريد الإسبانية (كوريوس) طابعًا بريديًا مخصصًا للويسا كارنيس. تم تقديم الطابع في المعرض الوطني للطوابع في ساحة بلازا مايور في مدريد.
هذه التكريمات تعكس التأثير المستمر لإرث لويسا كارنيس الأدبي والنضالي، وتؤكد مكانتها كواحدة من الأصوات المهمة في الأدب الإسباني والحركات الاجتماعية.